# بروبافينون
بروبافينون(بالإنجليزية: Propafenone)‏ اسم العلامة التجارية 'Rythmol SR أو 'Rytmonorm) هو فئة من الأدوية المضادة لعدم اتساق نبضات القلب، الذي يعالج الأمراض المرتبطة بسرعة دقات القلب الأذيني والبطينو عدم انتظام ضربات القلب.

## المكونات
بروبافينون يحتوي على ستيريوسنتر ويتكون من اثنين إنانتيوميرس. هذا هو راسيمات، أي خليط 1: 1 من ( R ) و ( S ) - شكل:
| إنانتيوميرس من بروبافينون | إنانتيوميرس من بروبافينون |
| ------------------------- | ------------------------- |
| CAS-Nummer: 107381-31-7   | CAS-Nummer: 107381-32-8   |

## الاستعمالات
البروبافينون هو دواء يستخدم بشكل رئيسي لمعالجة اضطرابات نظم القلب، ويفيد أيضا، في معالجة ومنع حالات اضطرابات نظم القلب البطينيية وفوق - البطينية، وخاصة الرجفان الاذيني والرفرفة الاذينية (Atrial Flutter).

## الأثار الجانبية
البروبافينون قد يؤدي إلى كبت نشاط عضلة القلب، فانه غير مرغوب فيه لمعالجة المرضى الذين يعانون من فشل القلب الاحتقاني .وايضا ان استعمال هذا الدواء قد يسبب اضطرابات خطرة في نظم القلب أو قد يسبب انسدادات في جهاز التوصيل الكهربائي القلبي (Conductive system) .